# Balkanförbundet
Balkanförbundet var en militär allians som bildades år 1912 av Kungariket Serbien, Kungariket Bulgarien, Kungariket Grekland och Kungariket Montenegro. Den riktades mot Osmanska rikets kvarvarande territorier på Balkan. Förbundet gick segrande ur första Balkankriget i slutet av maj 1913 varefter det upplöstes.

## Historia

### Bakgrund
Under 1800-talet hade Osmanska riket gradvis förlorat allt mer inflytande i Östeuropa och även förlorat allt mer territorier, inte bara till Ryska imperiet som stod för flera militära segrar över turkarna, utan också nya oberoende statsbildningar under ryskt beskydd. Det var dessa som i början av 1900-talet såg en möjlighet att göra landvinningar när det redan svaga och vacklande Osmanska riket led signifikanta nederlag både i Bosnienkrisen 1908 och italiensk-turkiska kriget 1911-1912. Ungturkarnas revolution år 1908 hade dessutom lamslagit Turkiet inrikes och flera år därefter var riket fortfarande upptaget med effekterna av maktövertagandet och reformerna.
Uppror mot det turkiska styret i Albanien och Makedonien gav upphov till att förbundets främsta medlemsstater, Bulgarien och Serbien, började oroa sig för att gå miste om möjligheten att göra önskade landvinningar om de inte agerade snart. Pressen underströks av den nationalistiska krigsiver som rådde i de länderna.

## Inblandning av stormakterna
- Ryssland såg Balkanförbundet som ett verktyg för att samla allierade i ett möjligt framtida krig med Österrike-Ungern.[3]
- Frankrike var, sin allians med Ryssland till trots, klart negativt inställd till Balkanförbundet då man inte ville riskera att dras in i ett större krig med Tyskland.
- För Storbritannien var officiellt Osmanska rikets territoriella integritet viktigast men i hemlighet uppmuntrade man grekiskt inträde för att motverka ökat ryskt inflytande i regionen.
- Österrike-Ungern motsatte sig alla försök av främmande makter att vinna inflytande på Balkan som man såg som sin egen exklusiva intressesfär. Särskilt det stora serbiska deltagandet sågs som mycket fientligt.
- Kejsardömet Tyskland var officiellt vänligt inställd till Osmanska riket men i hemlighet uppmuntrade man bulgariskt deltagande i syfte att vinna över landet till centralmakterna.